# 馬布多中央車站

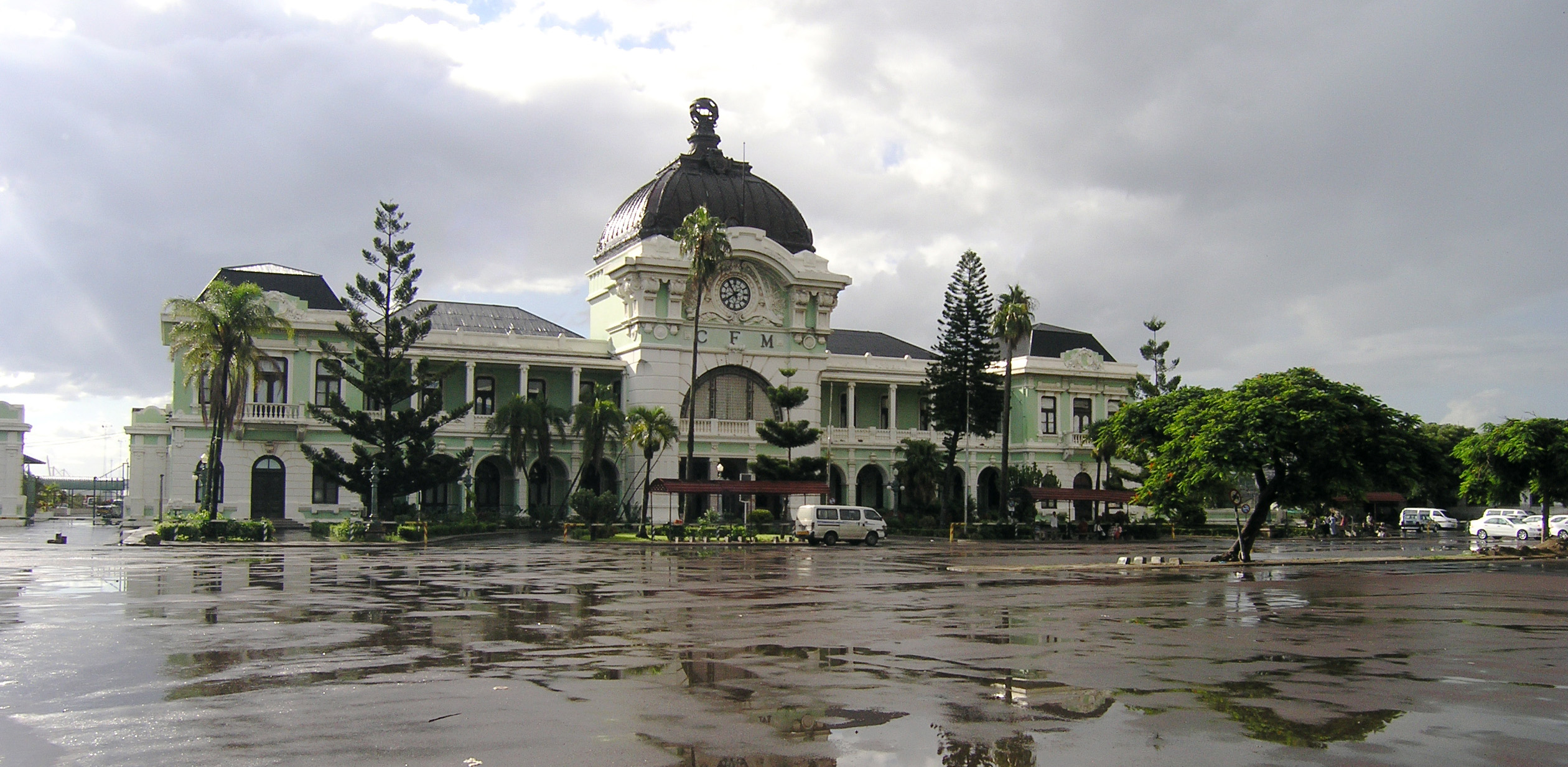
馬布多中央車站

馬布多中央車站（葡萄牙語：Estação Central dos Caminhos de Ferro de Maputo）是莫三比克首都馬布多的一座鐵路車站，興建於1908年葡萄牙殖民時期，並於1916年完工。目前有兩座月台。由以設計艾菲爾鐵塔聞名的法國工程師居斯塔夫·艾菲爾所設計，曾被Newsweek雜誌評為非洲最美麗的火車站。
為電影《血鑽石》的場景之一，當時馬布多中央車站在劇中是設定為飯店。